# LSZ簡約公式
LSZ簡約公式（エルエスゼットかんやくこうしき）とは、S行列を簡約するための公式である。

## 概要
発見者はいずれもドイツの物理学者であるハリー・レーマン、クルツ・シマンチク、ヴォルフハルト・ツィンマーマンの3名。この公式はS行列を時間順序積の相関関数で表すことによって導かれる。スカラー場・ディラック場・ゲージ場についてそれぞれ公式が存在し、ディラック場の場合は対象とするのが通常の粒子の場合と反粒子の場合で公式が異なる。